# 1201 Third Avenue
Le 1201 Third Avenue, anciennement Washington Mutual Tower, est le deuxième plus haut gratte-ciel de Seattle (État de Washington).